# Ana Romaní Blanco
Ana Romaní Blanco (Noia, província de la Corunya, 5 d'agost de 1962) és una escriptora i periodista. Locutora de la Radio Galega. Des de 1990 dirigeix el programa Diari Cultural d'emissió diària. Publica els poemaris Palabra de Mar  (1987), Das ultimas mareas (1994), Arden (1998), el conte "Marmelada de amoras" (1997) i Antoloxia de Anton Avilés de Taramancos (2003). Va coordinar el volum de relats Narradio. 56 historias no ar (2003) promogut pel diari Cultural de la Radio Galega. La seva obra està recollida en diferents antologies i llibres col·lectius.
Va participar en diferents projectes artístics, entre els quals "O Son da Pedra", de Milladoiro; "Daquelas que cantan. Rosalía na palabra de once poetas galegas", de la Fundació Rosalía de Catro"; "Son Delas", coordinat per Uxia Senlle; "Lob*s" (1998), amb Anton Lopo; "Estalactitas" (2002), amb Anxos Romeo i Lupe Gómez; "Catro poetas suicidas. Intervención poetica contra a levidade" (2002), en solitari, i "A voz e o poema. Os periplos de Aviles de Taramancos", amb Anxo Quintela.